# Bleijenbeek (landgoed)
Bleijenbeek (ook: Bleyenbeek) is een landgoed dat vanouds toebehoorde aan de bewoners van Kasteel Bleijenbeek en deel uitmaakt van Nationaal Park De Maasduinen. Het gebied is gelegen ten oosten van de lijn Afferden-Nieuw Bergen.
Het landgoed werd reeds in 1400 vermeld en het ligt voornamelijk op rivierduin. Tegenwoordig meet het 575 ha en bestaat voornamelijk uit naaldbos, dat sinds het einde van de 19e eeuw werd aangeplant. Ook zijn er landbouwenclaves, waaronder de omgeving van de buurtschap Bleijenbeek, heiderestanten en vennetjes. De Duivelskuil is daarvan het meest in het oog springend. De Eckeltse Beek stroomt van oost naar west door dit gebied.
Het landgoed was gedurende lange tijd particulier bezit, en wel van de familie Schenck van Nijdeggen. In de jaren '90 van de 20e eeuw werd het goed verkocht aan het AMEV-concern, een verzekeringsmaatschappij. In 1996 kocht ook Staatsbosbeheer een deel van het landgoed. Nabij de plaats Bleijenbeek werd een golfbaan aangelegd.
Door het gebied is een wandelroute uitgezet.